# Elisabeth Pavel
Elisabeth Pavel (ur. 1 września 1990 we Sybinie) – rumuńska koszykarka występująca na pozycjach silnej skrzydłowej lub środkowej, reprezentantka kraju, obecnie zawodniczka Pszczółki Polski-Cukier AZS-UMCS Lublin.
26 maja 2020 została zawodniczką Pszczółki Polski-Cukier AZS-UMCS Lublin.

## Osiągnięcia
Stan na 8 sierpnia 2020, na podstawie, o ile nie zaznaczono inaczej.

### Drużynowe
- Mistrzyni:
  - Niemiec (2016)
  - Rumunii (2008)
  - Austrii (2013, 2014)
  - ligi słowacko-austriackiej ASWBL (2014)
- Wicemistrzyni CEWL (2015)
- Zdobywczyni:
  - pucharu:
    - Niemiec (2016)
    - Austrii (2013, 2014)

  - Superpucharu Niemiec (2016)
- Finalistka Pucharu Rumunii 2015)
- Uczestniczka rozgrywek Eurocup (2007–2009, 2015–2017)

### Indywidualne
(* – nagrody przyznane przez portal eurobasket.com)
- MVP ligi słowacko-austriackiej ASWBL (2014)*
- Najlepsza*:
  - zagraniczna zawodniczka ligi słowacko-austriackiej ASWBL (2014)
  - środkowa ligi słowacko-austriackiej ASWBL (2014)
- Zaliczona do*:
  - I składu:
    - ligi słowacko-austriackiej ASWBL (2014)
    - najlepszych zawodniczek:
      - krajowych ligi rumuńskiej (2007, 2010)
      - nowo-przybyłych ligi rumuńskiej (2007)

    - defensywnego ligi rumuńskiej (2006)

  - II składu II ligi włoskiej A2 (2012)
  - składu honorable mention II ligi francuskiej (2019)
- Uczestniczka meczu gwiazd ligi rumuńskiej (2009, 2015)

### Reprezentacja
Seniorska
- Uczestniczka:
  - mistrzostw Europy (2015 – 19. miejsce)
  - kwalifikacji do Eurobasketu (2011, 2013, 2017)

Młodzieżowe
- Wicemistrzyni mistrzostw Europy dywizji B:
  - U–20 (2009)
  - U–18 (2007)
- Brązowa medalistka mistrzostw Europy U–16 dywizji B (2006)
- Uczestniczka:
  - mistrzostw Europy:
    - U–20 (2010 – 13. miejsce)
    - U–18 (2008 – 15. miejsce)
    - dywizji B:
      - U–16  (2004, 2005, 2006)
      - U–18 (2005, 2006, 2007, 2008)
      - U–20 (2007, 2009)

  - kwalifikacji do Eurobasketu U–18 (2004)
- Zaliczona do składu honorable mention Eurobasketu U–20*:
  - 2010
  - dywizji B (2009)